# Плехов, Прокофий Федотович
Прокофий Федотович Плехов (1911, село Александровское, Курская губерния — 11 февраля 1945, близ г. Кульм, Восточная Пруссия), — участник Великой Отечественной войны, полный кавалер ордена Славы, старший сержант, командир стрелкового отделения 1264-го стрелкового полка 380-й Орловской Краснознаменной ордена Суворова стрелковой дивизии 49-й армии 2-го Белорусского фронта.

## Биография
Родился в 1911 году в семье рабочего. Русский. Образование неполное среднее. Жил и работал в Днепропетровске Украинской ССР.
В Красной Армии и на фронтах Великой Отечественной войны с сентября 1941 года. Воевал на Южном, Центральном и Брянском фронте.
В сентябре и ноябре 1943 года был ранен.
29 февраля 1944 года командир стрелкового отделения 1264-го стрелкового полка 380-й стрелковой дивизии 50-й армии Западного фронта сержант Плехов первым ворвался в траншеи противника и забросал гранатами вражеский блиндаж, уничтожив большое количество немецких солдат. 1 марта 1944 года Приказом по 380 сп № 067/н награждён орденом Славы 3-й степени.
30 июня 1944 года командир стрелкового отделения 1264-го стрелкового полка 380-й стрелковой дивизии 50-й армии 2-го Белорусского фронта сержант Плехов в боях на территории Чаусского района Могилевской области из своей винтовки уничтожил 7 немецких солдат. 5 июля 1944 года Приказом по 380 сп № 122/н награждён орденом Красной Звезды.
6 июля 1944 года в районе совхоза Пятигодка (ныне Смолевичского района Минской области Республики Беларусь) командир стрелкового отделения 1264-го стрелкового полка 380-й стрелковой дивизии сержант Плехов при отражении шести контратак противника уничтожил 20 немецких солдат и офицеров, за что был представлен к ордену Отечественной войны 2-й степени. 9 сентября 1944 года Приказом по 49-й армии № 094 награждён орденом Славы 2-й степени.
22 января 1945 года в боях под городом Мышинец (Польша) командир стрелкового отделения 1264-го стрелкового полка 380-й стрелковой дивизии старший сержант Плехов вместе со своим отделением первым ворвался в траншею противника, из своего оружия лично уничтожил 6 немецких солдат и забросал гранатами вражеский станковый пулемёт вместе с его расчётом. В этом бою отделение Плехова уничтожило 15 немецких солдат и офицеров, а 6 солдат противника было взято в плен, за что был представлен к ордену Отечественной войны 2-й степени.
11 февраля 1945 года погиб в бою. Похоронен в деревне Вентфин, в 20 км северо-западнее города Хелмно.
29 июня 1945 года Указом Президиума Верховного Совета СССР за мужество и героизм, проявленные в борьбе с немецко-фашистскими захватчиками, старший сержант Плехов Прокофий Федотович награждён орденом Славы 1-й степени.

## Награды
- орден Славы 3-й степени (01.03.1944)
- орден Красной Звезды (05.07.1944)
- орден Славы 2-й степени (09.09.1944)
- орден Славы 1-й степени (29.06.1945)